# International Security Assistance Force

ISAF:s logga. Texten skriven i pashto, کمک او همکاری (Komak aw Hamkari), som betyder "Hjälp och samarbete".

International Security Assistance Force (ISAF) var en multinationell styrka i Afghanistan bestående av omkring 130 930 soldater och understödspersonal (största delen, cirka 90 000 stycken, utgjordes av amerikanska trupper) under befäl av general John R. Allen. Den föregående befälhavaren var David Petraeus. ISAF är sanktionerad av FN:s säkerhetsråd men är inte ett fredsbevarande FN-uppdrag. FN sanktionernade ISAF i december 2001 via Bonn-avtalet med syfte att säkra Kabul och den närliggande Bagram-flygplatsen från taliban- och al-Qaida-element samt upproriska krigsherrar; detta för att ge den afghanska övergångsregeringen ledd av Hamid Karzai möjlighet att fungera.
Det är en vanlig missuppfattning att ISAF-styrkan var fredsbevarande FN-trupper. ISAF:s säkerhetsuppdrag var att träna afghanska trupper.
Den 28 december 2014 omvandlades ISAF till Resolute Support Mission.
I nästan två år var ISAF:s mandat begränsat till Kabul. Ansvaret för säkerhet i hela Afghanistan skulle ges till den nyupprättade afghanska nationalarmén. Den 13 oktober 2003 röstade emellertid säkerhetsrådet för att utvidga ISAF:s uppdrag utöver Kabul. Den 24 oktober beslöt den tyska förbundsdagen att skicka tyska trupper till Kunduz-regionen. Omkring 230 extra soldater skickades till den regionen och det var första gången som ISAF opererade utanför Kabul.
Till och med 18 november 2010 hade 2220 ISAF-soldater dött i tjänst i Afghanistan, varav den största andelen amerikaner (1395) följt av 345 britter. Även sex svenska soldater har dött i landet.

## Organisation

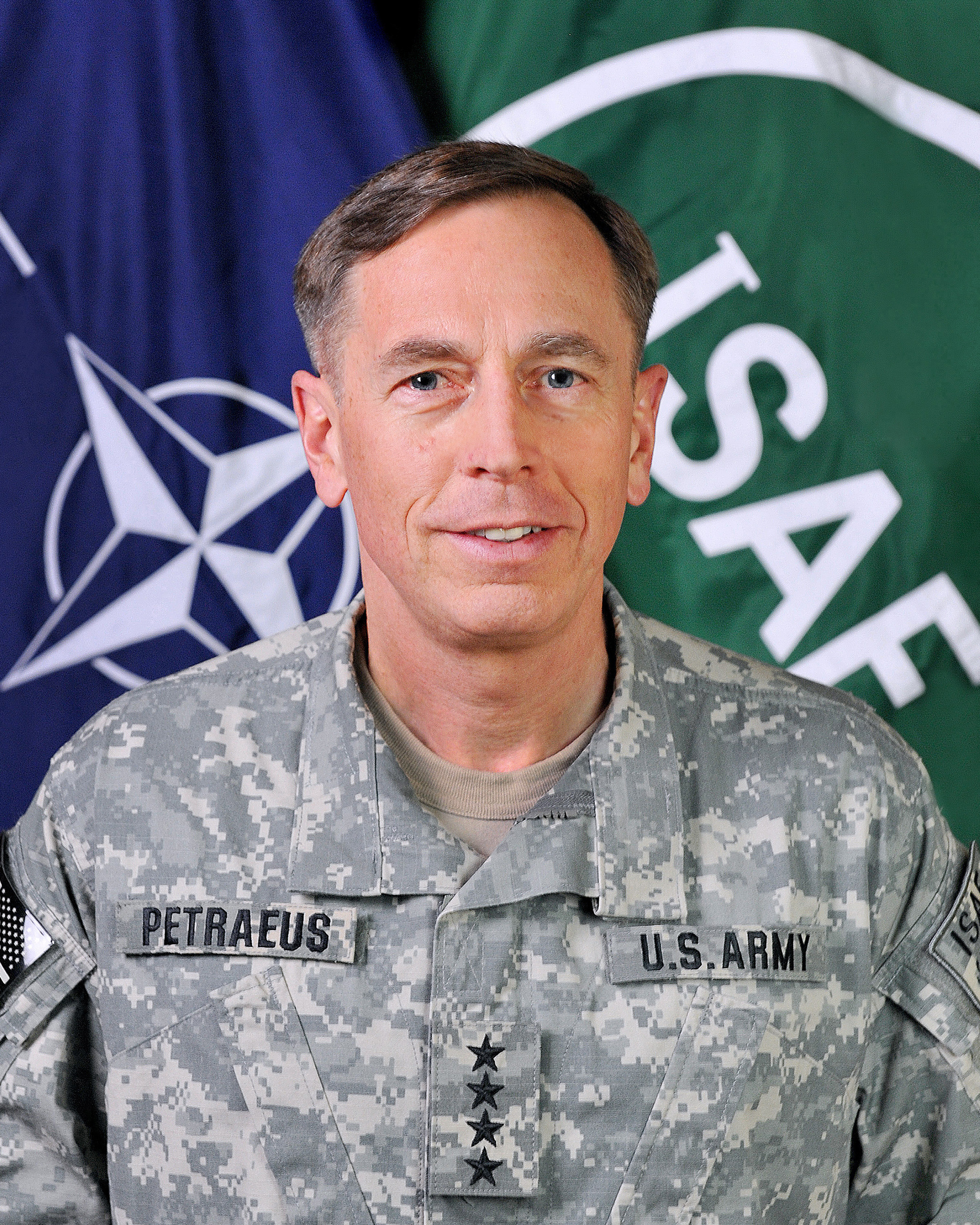
ISAF-truppernas befälhavare 2010-2011, general David Petraeus.

### Ledning
Ledningen för ISAF roterade ursprungligen mellan olika länder för perioder på sex månader. Det visade sig emellertid vara svårt att hitta länder för att leda ISAF, och 11 augusti 2003 överläts ledningen till NATO. Detta innebar Natos första utplacering utanför Europa och USA. Samma dag skrev Nicholas Burns, USA:s Nato-ambassadör, i Wall Street Journal att ISAF:s mandat borde utvidgas utöver Kabul. Ett alternativ han föreslog var att låta Nato delta i USA-ledda provinsiella återuppbyggnadsgrupper (provincial reconstruction teams) som redan var igång med att handha säkerhet utanför Kabul. Nato-talesmannen Mark Laity fasthöll dock att Nato skulle hålla sig till ISAF:s Kabul-fokuserade mandat.

### Deltagande länder
Alla truppsiffror är de aktuella från 5 mars 2010 och är ungefärliga då det exakta antalet soldater i landet varierar från dag till dag.
| - Nato-länder - Albanien (258) - Belgien (491) - Bulgarien (516) - Danmark (750) - Estland (140) - Frankrike (3850) - Grekland (80) - Island (4) - Italien (3688) - Kanada (2922) - Kroatien (299) - Lettland (189) - Litauen (219) - Luxemburg (9) - Nederländerna (242) - Norge (353) - Polen (2519) - Portugal (95) - Rumänien (1648) - Slovakien (250) - Slovenien (78) - Spanien (1576) - Storbritannien (9500) - Tjeckien (468) - Turkiet (1790) - Tyskland (4341) - Ungern (502) - USA (90000) | - Icke-Nato-länder - Armenien (40) - Australien (1550) - Azerbajdzjan (94) - Bosnien och Hercegovina (45) - Finland (150) - Förenade arabemiraten (35) - Georgien (924) - Irland (7) - Malaysia (30) - Mongoliet (47) - Montenegro (31) - Nordmakedonien (163) - Nya Zeeland (234) - Singapore (38) - Sverige (900) - Sydkorea (246) - Tonga (0) - Ukraina (16) - Österrike (3) |

### Territoriell ansvarsfördelning

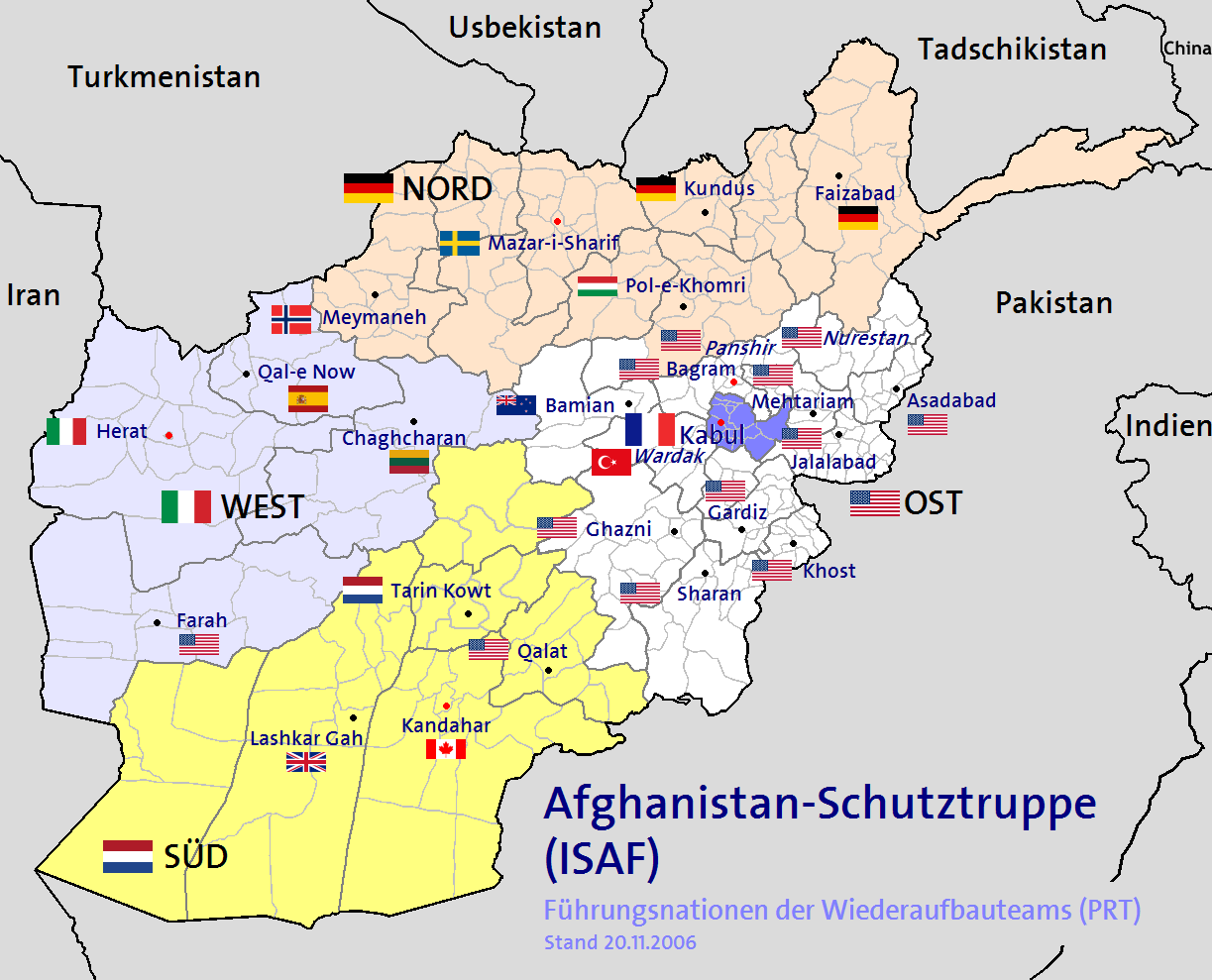
Ansvaret för PRT (Provincial Reconstruction Teams) 2006.